# 三菱果树参
三菱果树参（学名：Dendropanax trifidus）为五加科树参属下的一个种。